# Francis Édeline
Pour les articles homonymes, voir Édeline.
Francis Édeline, né en 1930 à Bouillon, est un biochimiste, chimiste, linguiste et sémioticien belge. Il est notamment connu pour être l'un des membres du Groupe μ.

## Biographie
Il est le fils de l'artiste peintre Guillaume Edeline. 
En 1948, il termine ses humanités gréco-latines à l’Athénée Turenne  de Bouillon, puis entre à la faculté des sciences agronomiques de Gembloux où il sortira diplômé en 1953 en tant qu'ingénieur chimiste et des industries agricoles. Il poursuit ensuite d'autres études aux États-Unis jusqu'en 1960 à l'Advanced Study Institute de l'Université de Syracuse.
Il poursuit une carrière de chercheur dans un laboratoire de génie sanitaire au centre belge d’étude et de documentation de l’eau (CEBEDEAU), laboratoire dont il devient le directeur jusqu’à sa retraite en 1995. Parallèlement, il enseigne cette discipline pendant 22 ans à la faculté des sciences agronomiques de Gembloux, là où il avait fait ses études. Il est également professeur honoraire de l’Université de Liège.
Il a toujours, parallèlement à ses activités de recherche, été intéressé par la poésie, puis par la poétique et, de façon plus générale, par les diverses manifestations du symbole, culminant dans la sémiotique et l’épistémologie. C’est au sein du Groupe µ, dont il est un membre fondateur, qu’il a surtout approfondi l’étude de ces dernières disciplines.
Il est correspondant apparent du Collège de ‘Pataphysique à partir de 1955 et entre au comité de rédaction du Journal des Poètes, à Bruxelles, en 1964. C'est un membre étranger de l'Editorial Board de la revue anglaise Word & Image lors de sa fondation en 1985. Il est aussi un membre du conseil scientifique international de la revue VISIO, établie à Montréal, et un membre du Conseil supérieur de la langue française depuis sa fondation en 1993 jusqu’en 2003, en Communauté française de Belgique. Il figure parmi les signataires du Manifeste pour la culture wallonne de 1983.
Francis organise plusieurs spectacles et expositions de poésie expérimentale, dont La Nuit parcourt le Ciel en 1980, De la Mer au Fleuve en 1984,  La Chute des Feuilles en 1986, Les Machines poétiques et AEIOU en 1987, et La Poésie concrète, soixante ans après en 2016.
Il est conférencier invité à l’International Semiotics Institute (Imatra, Finlande, 1996), ainsi que (notamment) aux Universités de Vienne (1979), Barcelone (1982), Rabat (Maroc, 1986), Oxford (1986), Amsterdam (1987), Pays Basque (Bilbao, 1990, 1992, 1995), Lund (Suède, 1992), Lille (1994), Nanterre (Paris, 1995), Odense (Sønderborg, Danemark, 1996), Bergen (Norvège, 1996), Angers (1997), Gand (1997), Edmonton (Alberta, Canada, 1997), Sorbonne (Paris, 1998, 2005), Université Autonome de México (2000, 2003, 2003), Copenhague (2000), Québec (2001), Rosario (Argentine, 2002), Amiens (2003), Bologne (2005), Ljubljana (Slovénie, 2006), Budapest (2007, 2012), Limoges (2010), Montréal (2012), Dundee (2014), Tours (2016).         
Auteur de monographies illustrées sur Ian Hamilton Finlay - Gnomique et gnomonique (1977), sur Pierre et Ilse Garnier- Un Spatialisme lyrique  (1982) et sur Guillaume EDELINE, peintre de la Semois (2000). A publié d’autre part Vocaliques – de quinque vocalibus (1987), un essai sur les voyelles, produit un numéro spécial des Cahiers Internationaux de Symbolisme consacré à l'Herméneutique du Mandala (1984), ainsi que La poésie concrète, soixante ans après (2016) et Entre la lettre et l’image, à la recherche d’un lieu commun (2020).

## Publications (choix)
- "Le Drame de l'Expression", 1959. Courrier du Centre International d'Études Poétiques, numéro 27.
- Rhétorique générale, 1970. Paris, Larousse (avec le Groupe µ).
- "Syntaxe et poésie concrète", 1972. Courrier du Centre International d'Etudes Poétiques, tome 89, 3-19.
- "Contribution de la rhétorique à la sémantique générale", 1972. VS, 69-78.
- Rhétorique de la poésie, 1977. Bruxelles, Complexe (avec le Groupe µ).
- "Le Logo-Mandala dans la poésie spatialiste et concrète", 1982. in Ecritures, Systèmes idéographiques et Pratiques expressives, Christin A.-M., 45-157, Paris, Sycomore.
- "Structure perceptive et sémiotique du mandala", 1984. Cahiers  Internationaux de Symbolisme,  tome 48-49-50, 91-112.
- "Le logo-mandala", 1984. Cahiers Internationaux de Symbolisme, tome 48-50, 205-224.
- "Analogie projective et symbole de contemplation", 1984. Cahiers Internationaux de Symbolisme,  tome 77-79, 83-90.
- "Les machines poétiques", 1988. Word & Image, tome 4, n°1, 345-352.
- Traité du signe visuel, 1992. Paris, Seuil (avec le Groupe µ).
- "Rhétorique et Image", 1993. Argumentation, tome 7, 119-131
- "Les mots appartiennent à tout le monde: qu'allons-nous en faire ?   - Notions de grammaturgie", 1998. in Les mots appartiennent à tout le monde, Braine l'Alleud, Centre d'Art Nicolas de Staël.
- "Un petit dessin vaut mieux qu'un long discours", 1998. in Actes du Colloque "Pierre GARNIER", Cesbron G., 239-251, Angers, Presses de l'Université d'Angers.
- "L'écriture Braille dans les arts visuels", 2001. VOIR barré, tome 23, 78-85.
- "La poésie sonore: poésie ou musique ?", 2004. in Le rossignol  instrumental: poésie, musique, modernité, Bertrand J.-P., M. Delville, C. Pagnoulle., 189-205. Leuven, Peeters Vrin.
- "La syntaxe visuelle", 2004. VISIO, tome 9, n°1-2, 303-317.
- "Les embrayeurs cosmiques", 2005. in Recherches visuelles en  littérature, Bory J.-F., E. Lécroart, J. Edmunds., 29-47, Paris, NOESIS.
- "Contribution to the colour semiotics of heraldry", 2006. in Colours of national symbols (7th Int. Symposium of SCA), Demšar A., 160, Ljubljana, Univ. of Ljubljana, Dept of Textiles.
- "Colour harmony: natural or cultural ?", 2007. in Color Harmony (Proceedings on CD-Rom), Rozsowits I., 1-5. Budapest, Magyar Tudomanyos  Akademia.
- "Des expériences visuelles aux énoncés linguistiques : contribution  de la théorie des graphes", 2008. in Recherches sémiotiques, Nouveaux Actes Sémiotiques n°111  [Limoges, en ligne], 8p.
- "Sémiotique de la ligne", 2008. Studies in Communication SCIENCES, tome 8/1, 7-31.
- "La plasticité des catégories (2. Le cas de la couleur)", 2010. in La sémiotique visuelle: nouveaux paradigmes, Costantini M., 205-224, Paris, L'Harmattan.
- "Les fonctions sémiotique et heuristique des symboles chimiques. De l'icône au symbole et retour", 2010. Protée, tome 37, n°3, 45-56.
- Une image ne démontre pas, elle convainc, 2011. Nouveaux Actes Sémiotiques N°114.
- "Colour usage in visual poetry", 2012. in Proc. (CD-Rom) of Intern. Interdisciplinary Conference on Colour and Pattern Harmony, Budapest, Mihalik G. Budapest, Obuda University.
- "Comment penser le désordre dans l'image - Les fractales sont- elles des images scientifiques ?", 2012. Visible, tome 9, 139-157.
- "Morphologie des espaces mentaux", 2014. Degrés,  tome 156-157, b1- b24.
- Principia semiotica - Aux sources du sens, 2017. Bruxelles, Editions nouvelles (avec le Groupe µ).
- "Sémiotique et chimie", 2018. in La sémiotique en interface, Biglari A., 571-596. Paris, KIME.
- "Ilse au pays des marelles. Réflexions sur quelques œuvres éphémères d'Ilse Garnier", 2018. in Deux poètes face au monde - Pierre et Ilse Garnier, Dupouy C., 123-140. Tours, Presses universitaires François Rabelais.
- "De l'œil au cerveau... et retour - Voir et faire voir", 2019. SIGNATA, tome 10, 1-19.
- Entre la lettre et l'image - recherche d'un lieu commun. 2020. Louvain-la-Neuve, ACADEMIA.

## Distinctions
Prix Jules Cornet (Faculté Polytechnique de Mons), 1993.
Médaille Trasenster (Association des Ingénieurs sortis de l'Ecole de Liège), 1996.
Lifetime Achievement (B.IWA, Belgian Section of the International Water Association), 2015.